# Marie-Élisabeth de Saxe (1610-1684)
Marie-Élisabeth de Saxe (22 novembre 1610 au 24 octobre 1684) est duchesse consort de Holstein-Gottorp par son mariage avec Frédéric III de Holstein-Gottorp. 

## Biographie

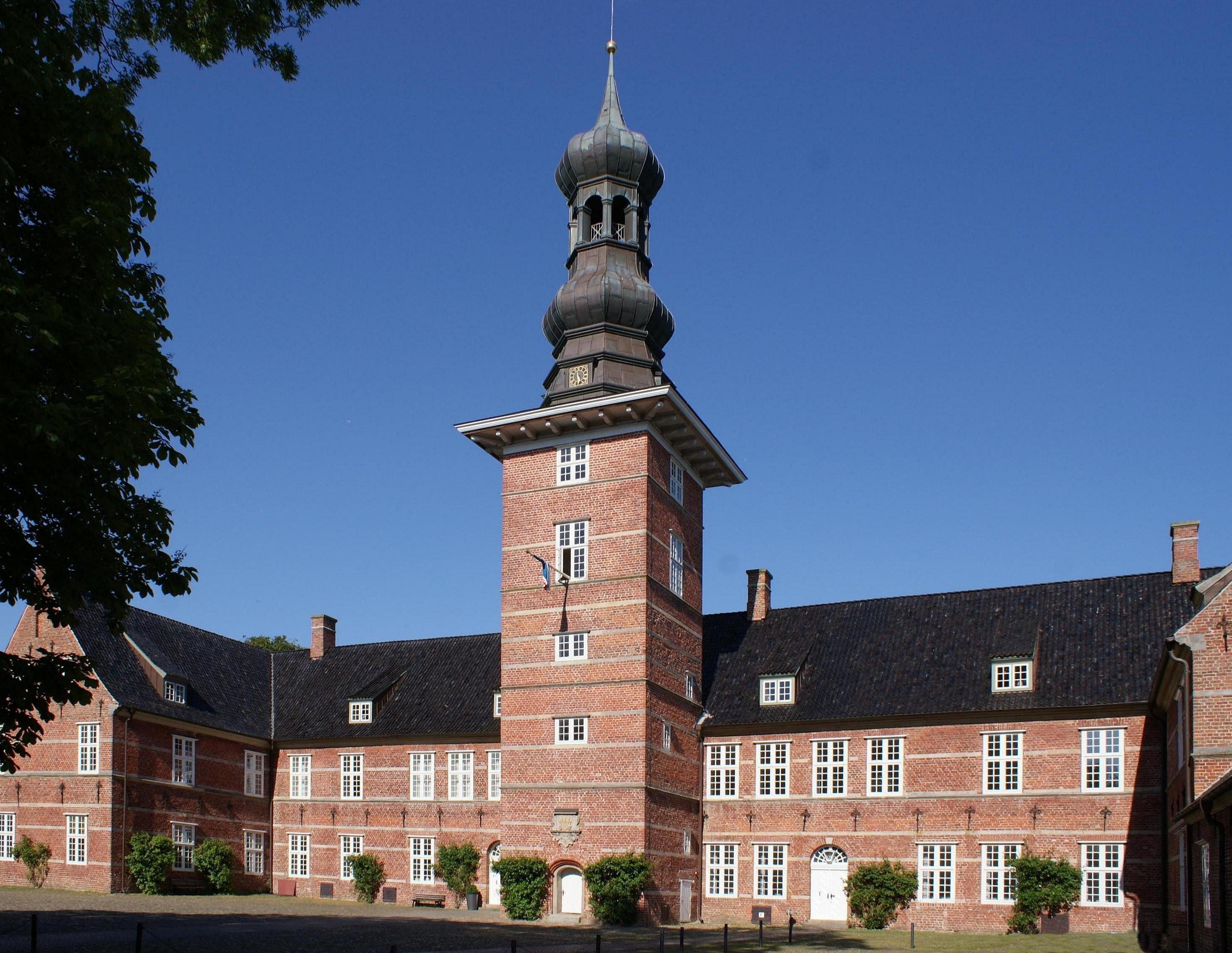
Le château de Husum

Elle est la deuxième fille de l'électeur Jean-Georges Ier de Saxe et de sa seconde épouse Madeleine-Sibylle de Prusse. Fiancée en 1627 et mariée en 1630 avec Frédéric III de Holstein-Gottorp, elle apporte dans sa dot des peintures de Lucas Cranach l'Ancien. 
Elle est la mère de seize enfants :
- Sophie-Augusta de Holstein-Gottorp (1630-1680) : en 1649, elle épouse le prince Jean VI d'Anhalt-Zerbst (1621-1667) ;
- Madeleine-Sibylle de Holstein-Gottorp (1631-1719), en 1654, elle épouse le duc Gustave-Adolphe de Mecklembourg-Güstrow (1633-1695) ;
- Jean de Holstein-Gottorp (1632-1633) ;
- Marie-Élisabeth de Holstein-Gottorp (1634-1665), en 1650, elle épouse le landgrave Louis VI de Hesse-Darmstadt (1630-1678) ;
- Frédéric de Holstein-Gottorp (1635-1654) ;
- Edwige-Éléonore de Holstein-Gottorp (1636-1715) : en 1654, elle épouse Charles X de Suède (1622-1660) ;
- Jean Georges de Holstein-Gottorp (1638-1655) ;
- Anne de Holstein-Gottorp (1640-1713) ;
- Christian-Albert de Holstein-Gottorp 1641-1695), duc de Schleswig-Holstein-Gottorp ; il épouse en 1667 Frédérique-Amélie de Danemark
- Gustave de Holstein-Gottorp (1642-1642) ;
- Christine de Holstein-Gottorp (1643-1644) ;
- Auguste-Frédéric de Holstein-Gottorp (1646-1705) : en 1676, il épouse Christine de Saxe-Weissenfels (1656-1698), (fille du duc Auguste de Saxe-Weissenfels) ;
- Élisabeth de Holstein-Gottorp (1647-1647) ;
- Adolphe de Holstein-Gottorp (1647-1648) ;
- Augusta-Marie de Holstein-Gottorp (1649-1728) : en 1670, elle épouse le margrave Frédéric VII Magnus de Bade-Durlach (1647-1709).

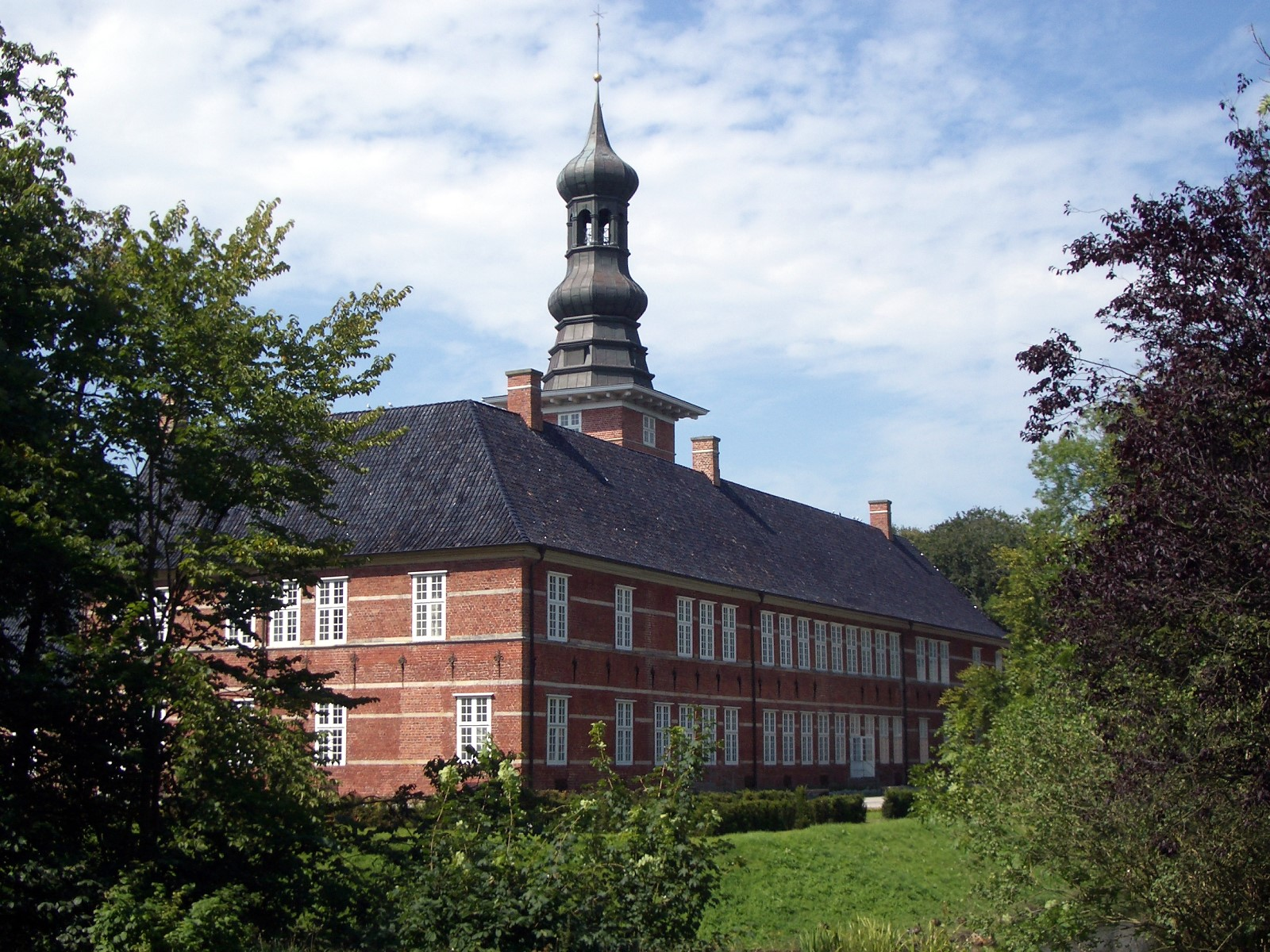
Le château de Husum, côté jardin

Au moment de la mort de son mari, l'aîné de ses fils parmi les enfants survivants, est le 5e fils, Christian-Albert de Holstein-Gottorp. Il a juste 18 ans. Elle devient duchesse douairière et son tuteur pour un an. Elle s'installa au château de Husum (Schloss vor Husum) jusqu'en 1660. Ce château devint un point de rayonnement culturel. Elle publia quelques années plus tard, en 1664, une interprétation de la Bible.

### Sources sur le web
- (de) « Schloss vor Husum », sur le site www.reisefuehrer-deutschland.de.
- (en) « Women in power 1640-1670. 1659-60 : Possible Guardian Dowager Duchess Marie Elisabeth von Sachsen of Holstein-Gottorp. 1660-84 Reigning Dowager Lady of the Castle and Administrative Unit of Husum in Holstein-Gottorp (Denmark and Germany) », sur le site www.guide2womenleaders.com.
- (da) « Dansk biografisk Lexicon. Marie Elisabeth. »